# 血睾屏障
血睾屏障是动物睾丸中血管和精细管之间的物理屏障，其作用為防止细胞毒性物质（对细胞有毒的个体或物质）进入精细管。
这一屏障是由精细管支持细胞——塞尔托利氏细胞（Sertoli Cell）之间的紧密连接形成。它为精原细胞提供营养。

## 自體免疫反应
血睾屏障可以因睾丸创伤（包括扭曲和冲击），外科手术或作为输精管结扎的结果而损坏。当血睾屏障破损时，精子进入血流，免疫系统会作出针对精子的自體免疫反应。免疫系统产生的抗精子抗体会结合精子表面的不同抗原位点。如果结合到精子头部，精子令卵细胞受精的能力可能会被削弱，如果结合在尾部，精子的活动能力可能会被削弱。